# Песня о юном барабанщике
«Песня о юном барабанщике» — рисованный мультипликационный фильм на тему известной революционной песни.

## Создатели
| режиссёр                  | Вячеслав Котёночкин                        |
| сценарист                 | Борис Ларин                                |
| художник-постановщик      | Светозар Русаков                           |
| художники-мультипликаторы | Олег Сафронов, Олег Комаров, Фёдор Елдинов |
| Композитор                | Евгений Ботяров                            |
| оператор                  | Елена Петрова                              |
| звукооператор             | Георгий Мартынюк                           |